# ماریو بیوندی
ماریو بیوندی(به ایتالیایی: Mario Biondi) (متولد ۲۸ ژانویه ۱۹۷۱)، خواننده و موسیقی‌دان ایتالیایی است.صدای بم و جاافتاده وی یادآور مشاهیر بزرگ موسیقی سول و ریتم و موسیقی بلوز است.
وی متولد کاتانیا، ایتالیا است. پدرش در جوانی خوانندهٔ گروه‌های کر کوچک بود. سالها بعد او در تور کنسرت‌های خوانندگانی فرانکو کالیفانو، پپینو دی کاپری، فرد بونگوستو، رزاریو فیورلو، به عنوان نوازنده حضور داشت. پس از گذراندن طیف طولانی از مشارکت‌ها با هنرمندان ایتالیایی و بین‌المللی و تولیدات محدود موسیقی در سبک دیسکو، در سال ۲۰۰۶ با اولین آلبوم خود به نام Handful of Soul به موفقیت دست یافت. صدای بم و جاافتاده وی یادآور مشاهیر بزرگ موسیقی سول و ریتم و موسیقی بلوز است. در سال ۲۰۱۳، بیوندی آلبوم جدید خود به نام SUN & Mario Christmas را منتشر کرد.

## ترانه‌شناسی

### آلبوم‌ها
- ۲۰۰۶: Handful of Soul
- ۲۰۰۷: I Love You More (Live)
- ۲۰۱۰: If
- ۲۰۱۰: Yes You (Live)
- ۲۰۱۱: Due
- ۲۰۱۳: Sun
- ۲۰۱۳: Mario Christmas
- ۲۰۱۵: Beyond
- ۲۰۱۶: Best of Soul
- ۲۰۱۸: Brasil